# Pseudacontia crustaria
Pseudacontia crustaria là một loài bướm đêm trong họ Noctuidae.